# استان قبلی
استان قبلی (به عربی: ولایة قبلی) یکی از بیست و چهار استان‌های تونس است.

## خصوصیات
استان قبلی ۲۲٬۴۵۴ کیلومترمربع مساحت و ۱۵۶٬۹۶۱ نفر جمعیت دارد.